# カーディフ生命保険
カーディフ生命保険株式会社は、ヨーロッパ有数の金融グループ、BNPパリバの保険事業部門であるBNPパリバ・カーディフ傘下の生命保険会社。
2018年（平成30年）3月までは、フランス法人・カーディフ生命保険会社（カーディフ・アシュアランス・ヴィ）の日本支社にて営業を行っていた。

## 概要
2000年（平成12年）4月に日本支店を開設して以来、主に銀行をパートナーとした「バンカシュアランス」を行っている。2001年（平成13年）に日本で初めて、ローン債務者がガンと診断された場合に債務返済に充当するための診断給付金を支払う「ガン保障特約付団体信用生命保険」を開発するなど、団体信用生命保険を主力商品としている。
BNPパリバ・カーディフは、世界36カ国で保険事業を展開しており、アジアでは日本、韓国、台湾、タイ、ベトナムで保険事業を展開している。日本では、カーディフ生命保険株式会社の他に、カーディフ損害保険株式会社も銀行をパートナーとした「バンカシュアランス」を行っている。

## 沿革
- 2000年（平成12年）
  - 4月 - カーディフ・アシュアランス・ヴィ日本支店を開設。
  - 5月 - 営業開始。
  - 6月 - 地方銀行を契約者として、最初の団体信用生命保険契約を締結。
- 2001年（平成13年）7月 -  団体信用生命保険特定疾病保障特約II型（ガン保障）の取扱開始。
- 2002年（平成14年）9月 -  団体信用生命保険特別保険料徴収の取扱開始。
- 2003年（平成15年）3月 -  単年度黒字達成。
- 2004年（平成16年）4月 -  団体信用生命保険特定疾病保障特約I型（三大疾病保障）の取扱開始。
- 2005年（平成17年）1月 -  無配当団体信用生命保険の取扱開始。
- 2006年（平成18年）3月 -  変額個人年金保険II型「年金たまてばこ」の取扱開始。
- 2007年（平成19年）7月 -  変額個人年金保険III型「ラヴィアンローズ」の取扱開始。
- 2008年（平成20年）7月 -  満期保険金付医療保険「モドルージュ」の取扱開始。
- 2011年（平成23年）2月 -  満期保険金付手術見舞金特約、満期保険金付先進医療特約の取扱開始。
- 2012年（平成24年）3月 -  団体保険の保有契約高が10兆円を超える。
- 2017年（平成29年）7月 -  カーディフ生命準備株式会社（現・カーディフ生命保険）を設立。
- 2018年（平成30年）4月 -  カーディフ・アシュアランス・ヴィ日本支店からカーディフ生命保険へ保険契約を移転。

## 関連会社
- BNPパリバグループ（本社）
- BNPパリバ証券株式会社
- BNPパリバ インベストメント・パートナーズ株式会社
- カーディフ損害保険株式会社

## 取扱商品
- 団体信用生命保険
- 無配当団体信用生命保険
- 消費者信用団体生命保険
- 総合福祉団体定期保険
- 満期保険付医療保険 (10)
- 無解約払戻金型特定疾病診断給付保険